# Held

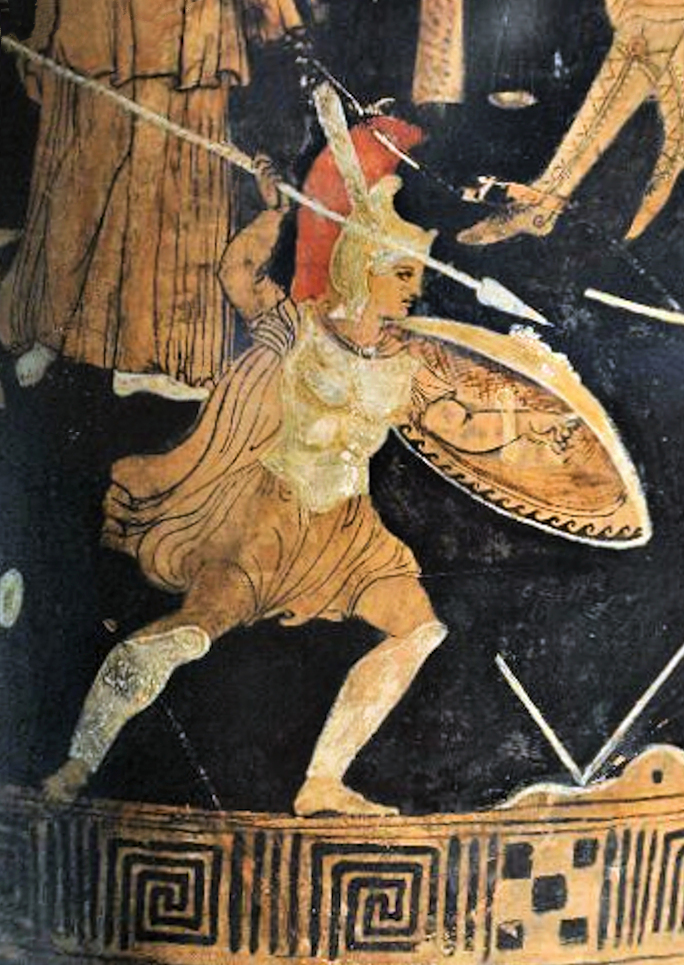
Achilles während des Trojanischen Krieges. Ausschnitt aus einer griechischen Keramik, 4. Jahrhundert v. Chr.

Ein Held (althochdeutsch helido) bzw. eine Heldin ist eine reale oder fiktive Person, die außergewöhnliche körperliche oder geistige Leistungen erbringt und dabei oft eigene Nachteile in Kauf nimmt. Dadurch ragt er aus einer sozialen Gruppe heraus, für die er identitätsstiftende Funktionen übernimmt, indem er ihre Wertvorstellungen idealtypisch verkörpert und von ihr in Mythos, Geschichte, Literatur, Ritual usw. immer wieder vergegenwärtigt wird. Diese Vergegenwärtigungen können sich auch propagandistisch auf bloß imaginierte oder übertriebene Leistungen beziehen. Heldentum ist immer eine Zuschreibung, das Ergebnis einer Heroisierung.
Im Unterschied dazu versteht man unter dem Helden in einer Erzählung den Protagonisten, die handlungstragende Hauptfigur, die als Antiheld aber auch negativ gezeichnet sein kann. Die Eigenschaft, ein Held zu sein, nennt man Heldentum oder Heroismus.

## Begriff
Als Helden galten lange Personen (vornehmlich Männer), die Außerordentliches geleistet haben. Der deutsche Philosoph Georg Wilhelm Friedrich Hegel (1770–1831) etwa glaubte, der „Weltgeist“ bediene sich ihrer quasi als seiner „Geschäftsführer“, um „die notwendige, nächste Stufe ihrer Welt“ ins Werk zu setzen. Diesem essenzialistischen Verständnis, das annimmt, es gebe individuelle Qualitäten wie Mut, Tugendhaftigkeit oder Charisma, die objektiv als Heldentum bezeichnet werden müssten, steht heute verbreitet eine konstruktivistische Auffassung gegenüber. Die Wissenschaftler Ralf von den Hoff, Ronald G. Asch, Achim Aurnhammer, Ulrich Bröckling, Barbara Korte, Jörn Leonhard und Birgit Studt definieren als konzeptionellen Ausgangspunkt ihres Sonderforschungsbereichs „eine heroische Figur“ als „reale oder fiktive, lebende oder tote menschliche Person, die als Held, hero, héros usw benannt und/oder präsentiert wird und der heroische Eigenschaften zugeschrieben werden, und zwar insbesondere agonale, außeralltägliche, oftmals transgressive eigene Leistungen“. Diese Definition erscheint tautologisch: Ein Held ist, wer als solcher präsentiert wird. Der Orientalist Olmo Gölz und der Literaturwissenschaftler Georg Feitscher betonen, dass es immer Heroisierungen seien, also gesellschaftliche Zuschreibungs- und Konstruktionsprozesse, die Helden bzw. heroische Figuren erst hervorbrächten. Ähnlich der Politikwissenschaftler Herfried Münkler, der schreibt, der Typus des Helden sei immer auf eine „narrative Verdoppelung angewiesen“: Ein Held ist nur, von dessen Taten erzählt wird. Gleichzeitig bringe die Literatur aber auch die Regeln und Codices hervor, nach denen Gewaltausübung, aus der die Helden taten zumeist bestehen, legitim und ehrenhaft ist, und sublimiere sie so.
Als einige Eigenschaften, mit denen solche Heroisierungen begründet würden, führt der Soziologe Tobias Schlechtriemen typologisch auf:

1. Außerordentlichkeit, 

2. Autonomie und Transgressivität,

3. moralische und affektive Aufgeladenheit, 

4. Agonalität sowie 

5. eine starke Agency.
Das heißt, Helden seien außergewöhnliche Persönlichkeiten, weit über dem Durchschnitt, die ihr Verhalten an ihren eigenen Gesetzen mäßen, während sie die Gesetze anderer durchaus übertreten dürften – insofern seien sie transgressive Figuren. Sie hätten
Einfluss auf andere und seien daher affektiv aufgeladen; sie seien kämpferisch, bereit, ihr Leben zu riskieren, und schließlich könne es keinen Helden geben ohne eine Heldentat: Ein Held trete immer aktiv handelnd auf, selbst wenn seine Handlung nur darin bestehe, heldenhaft zu warten.

## Geschichte

### Antike
Im antiken Griechenland verstand man unter einem Helden (altgriechisch ἥρως hḗrōs, ursprünglich „freier Mann“) einen wirkungsmächtigen Toten, der Anspruch auf Verehrung hatte. Dabei musste er sich nicht unbedingt Verdienste erworben haben – von vielen antiken Heroen wird vielmehr moralisch durchaus Fragwürdiges berichtet: Theseus soll seine Geliebte Ariadne allein auf einer Insel ausgesetzt haben, Herakles ermordete seine Frau und seine Kinder. Der griechische Dichter Hesiod nennt in seiner absteigenden Abfolge der Weltzeitalter als vorletztes ein „Zeitalter der Heroen“, in dem er die Epen um die Kriege um Theben und Troja verortet. Die dort aktiven Kämpfer platziert er zwischen Menschen und Götter: Er nennt sie Halbgötter (altgriechisch ἥμίθεοι hēmítheoi) und berichtet, Zeus habe sie nach ihrem Tod alle auf die Inseln der Seligen versetzt. Im Sinne einer epischen Stilisierung bezeichnet Homer die menschlichen Akteure in der Ilias und der Odyssee als Heroen, auch wenn sie nicht kultisch verehrt wurden.

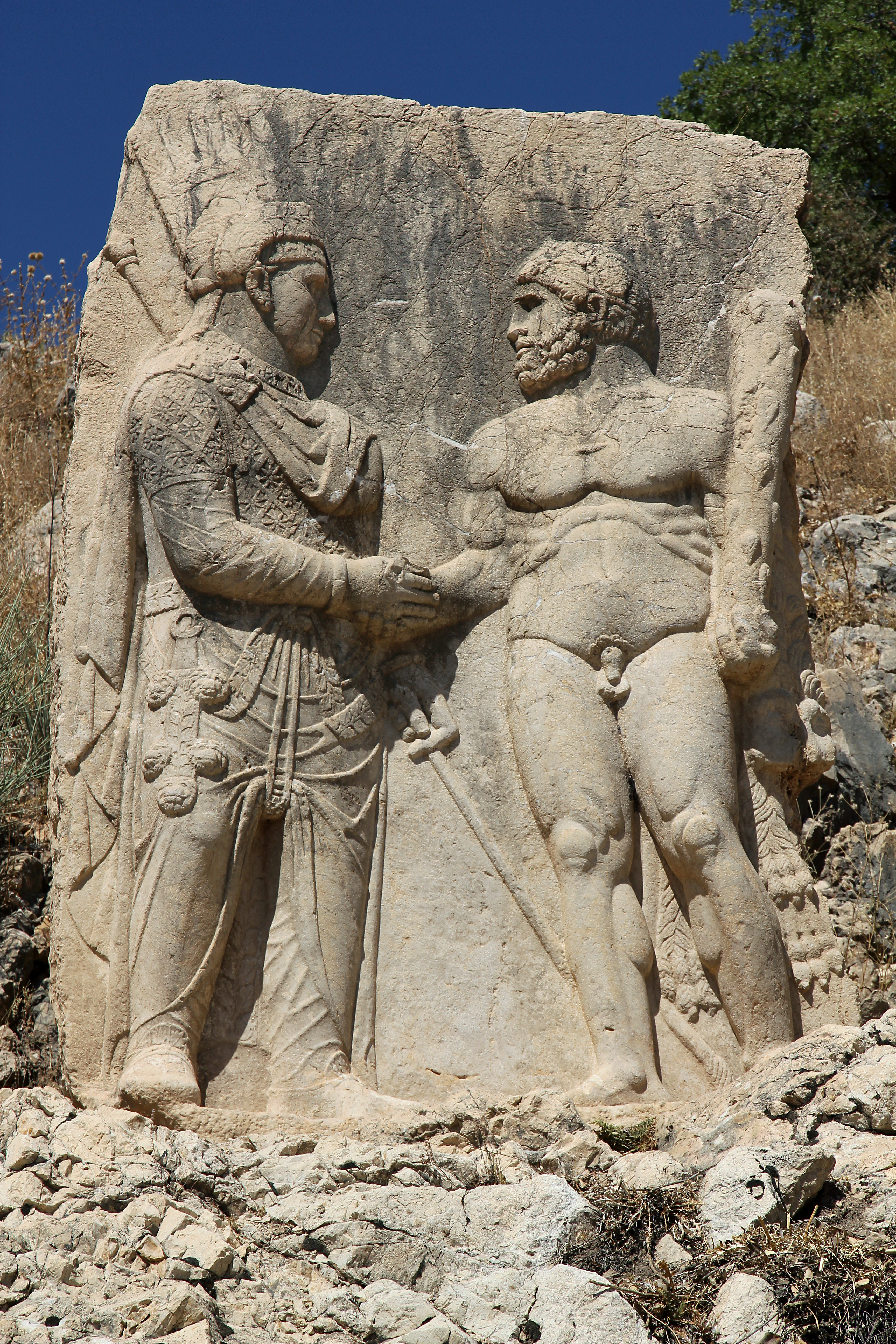
Antiochos von Kommagene und Herakles reichen sich die Hand. Relief aus Arsameia am Nymphaios, 1. Jahrhundert v. Chr.

Tatsächlich hatte fast jeder Heros ein Heroon, eine lokalisierbare Grabstätte, an der er kultisch verehrt wurde. So berichtet Pausanias, er habe das Grab des Theseus in der Gegend von Troizen besucht, Aktaion soll sein Heroon in der Megaris gehabt haben. Die so verehrten Heroen waren aber auch unheimlich und konnten sich aus ihren Gräbern erheben, um Gutes oder auch Böses zu tun. Das Heroenbild des Aktaion musste daher in seinem Heroon regelmäßig gefesselt werden. Viele dieser Gräber stammen aus mykenischer Zeit, für die kein Heroenkult nachweisbar ist. Das heißt, dass die im 8. Jahrhundert v. Chr. einsetzende Heldenverehrung an eine bloß imaginierte Vergangenheit ansetzte. Einige Heroen hatten auch mehrere Grabstätten, an denen sie verehrt wurden: Agamemnon zum Beispiel soll in Mykene und in Tarent begraben worden sein. Einige Heroen wie Herakles oder Asklepios erlangten panhellenische Bedeutung, was sie an die Götter annäherte oder direkt zu solchen machte. Von geringerer Bedeutung waren die Heroinen: Sie waren oft namenlose Gefährtinnen eines Heros oder wie im Fall der Iphigenie in Brauron mit einem speziellen Frauenkult verbunden.
Bei den Feiern, die an diesen Heroa abgehalten wurden, erzählte man sich die Geschichten der Helden: Ihre besonderen Leistungen zum Beispiel als Gesetzgeber oder Städtegründer, ihre göttliche Abstammung, ihre Schönheit oder die außergewöhnlichen Umstände ihres Todes. Daraus entwickelten sich mit der Zeit die Epen und die Dramen der antiken Literatur, die teilweise bis heute überliefert sind. Im 4. Jahrhundert v. Chr. stellte der Philosoph Aristoteles in seiner Poetik Regeln für solche Dramen auf. Für den Helden einer Tragödie legte er fest, er müsse mittlere Charaktereigenschaften haben:

„Es ist dies aber ein solcher, der weder durch sittliche Tüchtigkeit und Gerechtigkeit hervorragt, noch andrerseits durch Schlechtigkeit und Gemeinheit in Unglück gerät, sondern infolge einer Art Irrtum und zwar bei Personen von großem Ansehen und in glücklicher Lebenslage, wie bei Oidipus und Thyestes und anderen erlauchten Männern aus solchen Geschlechtern.“

In seiner Nikomachischen Ethik nannte er als Gegenteil der tierischen Rohheit die „heroische […] Tugend“, die er aber am Beispiel des Hektor aus dem Trojanischen Krieg an die göttliche Sphäre annäherte, da „wie man sagt, aus Menschen durch ein Übermaß der Tugend Götter werden“. Die Philosophenschule der Stoa formulierte als Ideal Apatheia und Ataraxie, Leidenschaftslosigkeit und Unverwirrtheit. Ein Held müsse demnach in Momenten der Gefahr emotionslos bleiben. Diese Forderung gipfelte im Ideal des Stoischen Weisen, der seine Unbeeindruckbarkeit soweit gesteigert hätte, dass er selbst noch unter der Folter glücklich wäre.
Spätere Herrscher knüpften zur Legitimation ihrer Herrschaft an den Heroenkult an. Antiochos von Kommagene († vor 31 v. Chr.) etwa ließ sich beim Handschlag mit Herakles abbilden und verbreiten, seine Vorfahren würden ebenfalls bis auf Zeus zurückgehen.
Im Alten Orient finden sich vergleichbare Heldengestalten, denen zum Teil große Verehrung entgegengebracht wurde. Beispiele hier sind Enmerkar, Lugalbanda und Gilgamesch aus Uruk oder der aus dem Tanach bekannte Simson.
Seit dem Hellenismus verbreitete sich die auf den griechischen Philosophen Euhemeros zurückgehende Deutung, in Wahrheit seien alle Götter ursprünglich Heroen gewesen, Menschen, die Besonderes vollbracht hätten und die dann kultisch verehrt worden seien. Diese Annahme, die von den frühen Christen, vor allem aber seit der Aufklärung vielfach rezipiert wurde, drehte der deutsche Religionswissenschaftler Hermann Usener (1834 – 1905) um und stellte die These auf, dass „alle Heroen, deren Geschichtlichkeit nicht nachweisbar oder wahrscheinlich ist, ursprünglich Götter waren“.
Das Lateinische hat keine eigene Vokabel für Held. Die Römer verwendeten entweder das griechische Fremdwort Heros oder sprachen von lateinisch vir fortissimus – „überaus tapferer Mann“.

### Mittelalter

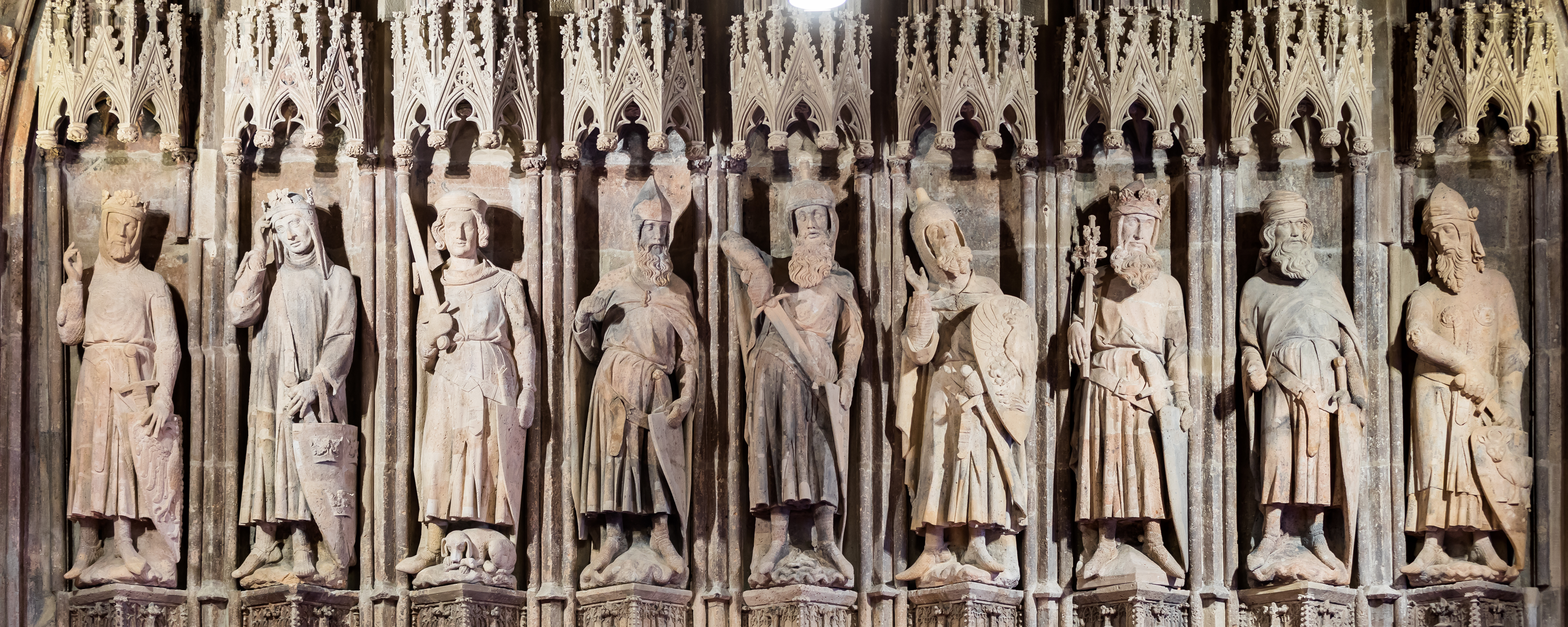
Skulpturengruppe der neun guten Helden im Hansasaal des Kölner Rathauses

Im Mittelalter verlor die Figur des Helden ihre bedrohliche Ambivalenz. Unter dem Einfluss des Christentums waren sie nun Personifizierungen zumeist christlicher Wertvorstellungen. Heldentum konnte von nun an die Frucht lebenslanger Bemühungen sein, aber auch in einem einzigen Moment wurzeln, etwa im Selbstopfer für die gute Sache, dem Martyrium. Die mittelalterlichen Helden und Märtyrer spornten die Gläubigen zur Nachahmung an, die sich in der Heiligenverehrung zu deren Werten bekannten und sich gleichzeitig Hilfe für das eigene Leben erwarteten. Beispiele für mittelalterliche Helden in diesem Sinne sind die legendären Drachentöter Georg und Siegfried sowie Roland, der eponyme Held des Rolandsliedes. In den Chansons de geste und den höfischen Romanen rücken die Ideale der Ritterlichkeit in den Mittelpunkt, die von der antiken Stoa über die Kirchenväter ins Mittelalter überliefert worden waren: Klugheit, Mäßigung, Tapferkeit und Gerechtigkeit sowie Höflichkeit. Weibliche Beispiele dieses Typs sind etwa die Heiligen Maria Magdalena und Elisabeth von Thüringen.
Im Spätmittelalter wurde eine Liste von neun Helden kanonisch, die angeblich die Ideale des Rittertums ideal verkörpert hätten: Hektor von Troja, Alexander der Große und Gaius Iulius Caesar als Vertreter der heidnischen Antike, Judas Makkabäus, König David und Josua, der Sohn Nuns als Vertreter des Alten Testaments und mit König Artus, Karl der Große und Gottfried von Bouillon, der Eroberer von Jerusalem 1099, als christliche Herrscher. Sie finden sich sowohl in der Literatur als auch in der bildenden Kunst, etwa in den Rathäusern zu Köln und zu Lüneburg.

### Frühe Neuzeit

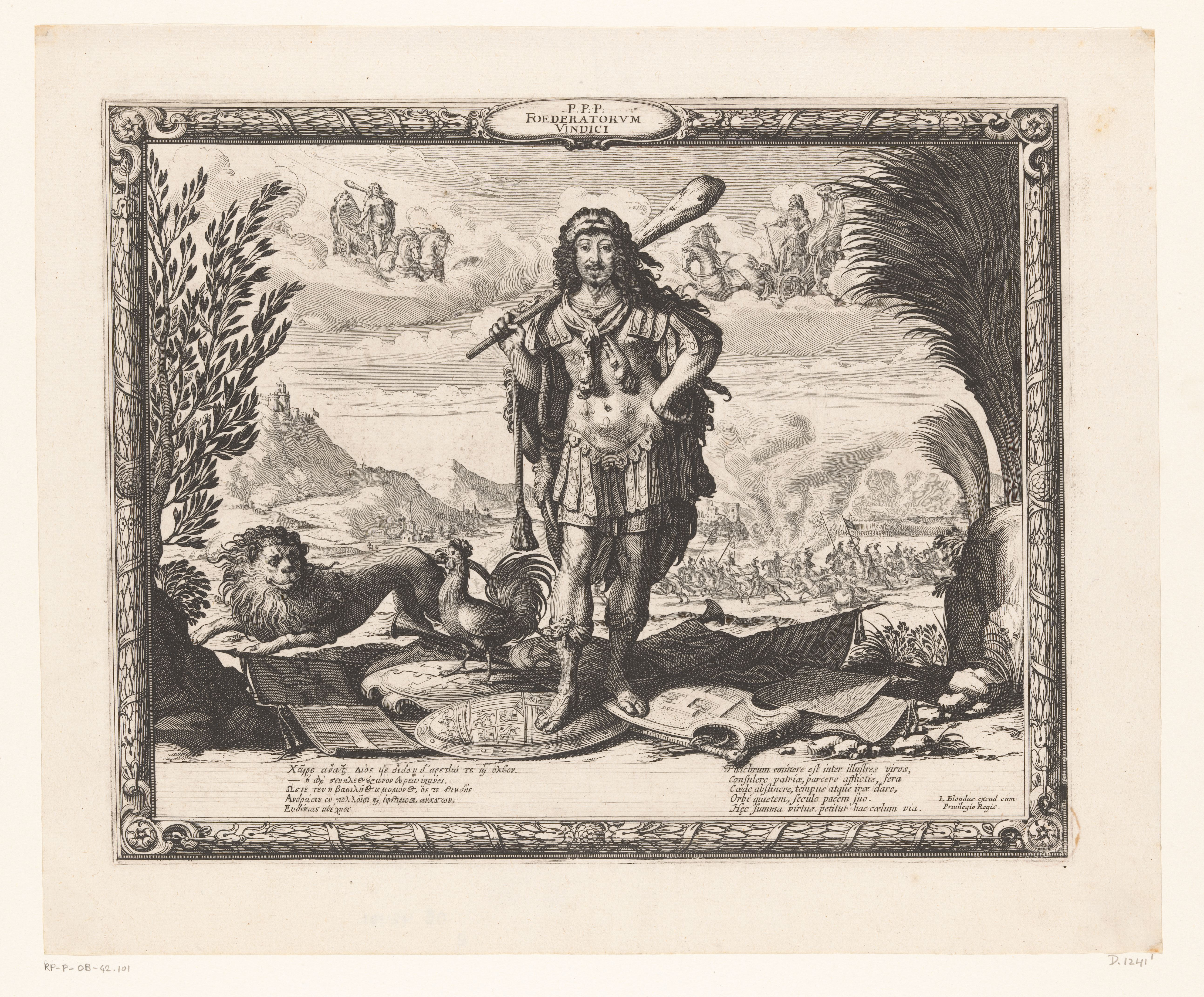
Porträt Ludwigs XIII. von Frankreich als Hercules, 1635.

Mit der Wende zur Neuzeit ging die Verbindlichkeit der christlich-ritterlichen Werte verloren, die bis dahin unangefochten gegolten hatten. Die Suche nach einem neuen Ethos findet sich auch im Wandel der modernen Heldenideale seit 1450. Zwar wurde der Begriff des Helden, wie auch in den Jahrhunderten zuvor und wie es der weiterhin großen gesellschaftlichen Bedeutung des Adels entsprach, mit Tapferkeit im Krieg assoziiert: Beispiele hierfür sind der Pierre du Terrail, der „Ritter ohne Furcht und Tadel“, der Albanerfürst Skanderbeg oder Gustav II. Adolf von Schweden. Auf der anderen Seite lässt sich eine mit der Renaissance einhergehende erneute Rezeption der Antike erkennen, die gleichzeitig eine Politisierung des Heldentums mit sich bringt. Bekannte Helden des Altertums wie Herakles (lateinisch Hercules) wurden nun zu Apotheosen von Fürsten oder Königen benutzt, um deren Herrschaft zu legitimieren.
In der frühneuzeitlichen Literatur wurde die mittelalterliche Tradition in den Ritterromanen fortgesetzt, doch entstand gleichzeitig mit dem Schelmenroman ein neuer Heldentyp: Der meist aus der Unterschicht stammende Held dieser Roman, der „Picaro“, übersteht seine Abenteuer nicht durch Tapferkeit oder andere Tugenden, sondern durch Bauernschläue und viel Glück. Ein Beispiel hierfür ist Hans Jakob Christoffel von Grimmelshausen Der abenteuerliche Simplicissimus aus dem Jahr 1668, dessen Held schon durch seinen Namen (lateinisch simplex – simpel, einfältig) als Einfaltspinsel charakterisiert ist. Ebenfalls vom traditionellen Heldenschema weichen die Titelhelden von William Shakespeares Hamlet (1601 oder 1602) und Miguel de Cervantes’ Don Quijote (1605/1615) ab, die als Sonderlinge beschrieben werden können.
Einen weiteren Wandel machte der Begriff in der Zeit der Aufklärung durch. Denis Diderot definierte in der  Encyclopédie 1765 einen Helden zunächst ganz traditionell als französisch un homme ferme contre les difficultés, intrépide dans les périls, & vaillant dans les combats – „einen Menschen standhaft gegenüber Schwierigkeiten, unerschrocken in Gefahren und tapfer im Kämpfen“. Unter demselben Lemma gab er aber auch zu bedenken, dem Volk erscheine als Held oft gerade „derjenige, der – bei Licht betrachtet – eine Schande und Geißel der Menschheit ist (qui réduit à sa juste valeur, est la honte & le fleau du genre humain)“. Diese pazistische Kritik an der Figur des (Kriegs-)Helden setzte sich indes nicht durch, wie die teilweise kultische Verehrung zeigt, die dem preußischen König Friedrich II. trotz oder wegen seiner skrupellosen Eroberungskriege entgegengebracht wurde. Dennoch lässt sich feststellen, dass seitdem zu militärischem Ruhm auch noch andere Tugenden treten mussten, um aus ihrem Träger einen Helden zu machen, etwa Patriotismus, Humanität und Bildung. Durchsetzen konnte sich dagegen die aufklärerische Auffassung, dass starke Leidenschaften Zeichen starker Persönlichkeiten seien. Das Ideal der tief empfindenden Heldin bzw. des Helden, der sich seiner Gefühle nicht schämt, fand seinen literarischen Niederschlag etwa in Antoine-François Prévosts Manon Lescaut (1731) oder in Goethes Die Leiden des jungen Werthers (1774).
Das in der Frühen Neuzeit ökonomisch aufsteigende Bürgertum, das von der Offizierslaufbahn und damit von der Gelegenheit militärischen Heldenruhms weitgehend ausgeschlossen war, entwickelte stattdessen den Geniekult: Als besonders verehrungswürdig galten ihm originelle und natürlich wirkende Künstler, die scheinbar traditionslos bedeutende Werke aus sich heraus zu schaffen im Stande waren. Objekte dieser Verehrung, die bald den Charakter einer säkularen Bildungsreligion annahmen, waren etwa Schriftsteller wie Goethe oder Shakespeare, Komponisten wie Wolfgang Amadeus Mozart oder Ludwig van Beethoven, Entdecker wie Christopher Kolumbus, aber auch Staatsmänner wie Caesar, Napoleon oder Otto von Bismarck.

### 19. und 20. Jahrhundert

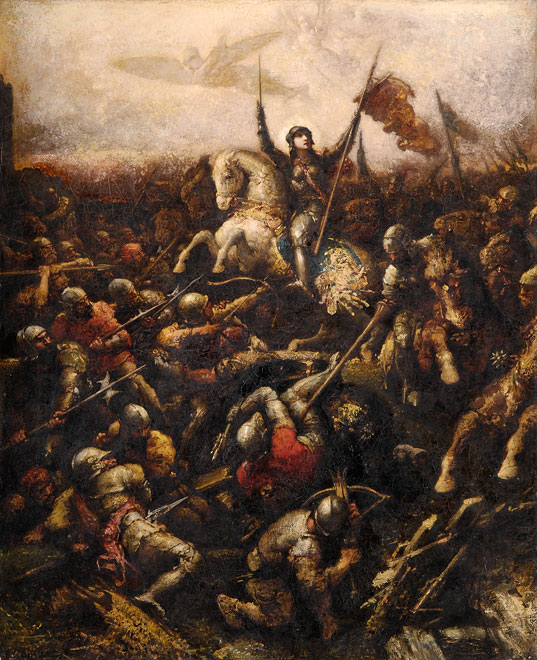
François Chifflart: Jeanne d’Arc in der Schlacht. Historiengemälde, spätes 19. Jahrhundert

In Anknüpfung an die empfindsamen Heldinnen und Helden der Spätaufklärung steigerten die Autoren der Romantik die Leidenschaften noch, die ihre Heldinnen und Helden leiteten: Beispiele hier sind die Penthesilea von Heinrich von Kleist (1808), Victor Hugos Glöckner von Notre-Dame (1831) oder die Protagonisten von Emily Brontës Sturmhöhe (1847). Die so geschaffenen romantischen Helden durchleben in der Hauptsache innere Konflikte: Sie sind unkonventionell, oft Reisende und Einzelgänger und nicht selten auf der Suche nach einem authentischen Ausdruck ihrer selbst: Ihre Gefühle und Empfindungen sehen sie als Mittel an, Einsichten zu gewinnen, die ihnen ihr Verstand allein nicht liefern. Beispiele für solche romantischen Helden sind Goethes Faust und Lord Byrons Childe Harold.
In der Figur des Freiheitshelden konnte diese romantische Vorstellung aber auch politisiert werden: Nach der Französischen Revolution stieg zu Beginn des 19. Jahrhunderts der Bedarf an neuen Identifikationsfiguren: Der neu aufkommende Nationalismus versuchte, die Nation als wichtigste politische Bezugsgröße zu etablieren und fand in der Geschichte Gestalten, die sich zum Nationalhelden aufbauen ließen. Beispiele für solche Geschichtsmythen sind etwa Hermann der Cherusker für Deutschland, Jeanne d’Arc für Frankreich oder Wilhelm Tell für die Schweiz.
Die Religionswissenschaftlerin Sabine Behrenbeck deutet den Zuwachs an Bedeutung, die Heldenfiguren im 19. Jahrhundert beigemessen wurde, im Zusammenhang mit der fortschreitenden Modernisierung: „Im bürgerlichen Zeitalter verkörperte der Held die Abwehr des Subjektes gegen seine Auslöschung durch anonyme Strukturen und Systeme.“ Weil das Individuum in einer immer komplexer werdenden und sich immer weiter differenzierenden Gesellschaft immer weniger Autonomie und Selbstwirksamkeit entfalten könne, habe die Vorstellung geschichtsmächtiger Einzelpersonen ein attraktives Gegenbild gebildet. In diesem Zusammenhang sieht sie auch die im Historismus verbreitete Vorstellung, Geschichte sei in erster Linie das Werk großer Männer.
Gleichzeitig führte die allgemeine Wehrpflicht, die seit der 1793 im revolutionären Frankreich erlassenen Levée en masse auch in anderen europäischen Staaten eingeführt wurde, zu einer Ausweitung eines heroischen Selbstbilds, das bislang nur auf die professionelle Truppe beschränkt gewesen war, auf die ganze Gesellschaft. Der Militarismus und die gesteigerte nationale Reizbarkeit und Empörungsbereitschaft, die damit einhergingen, erleichterten, wie Herfried Münkler glaubt, den Ausbruch von Kriegen im 19. und frühen 20. Jahrhundert.
 Von besonderer Bedeutung wurde in diesen Kriegen die Vorstellung des Heldentods. Die Verehrung christlicher Märtyrer wurde im Zuge der Säkularisierung zwar verbreitet als Aberglaube abgetan, doch gleichzeitig kehrte die Figur in Gestalt als „profaner Opferheros“ wieder. In Kriegszeiten heroisierte die Propaganda Soldaten und Gefallene, um die Kampfmoral der Truppe und den Durchhaltewillen der Bevölkerung zu stärken. Der Erste Weltkrieg mit der Industrialisierung des Tötens (Maschinengewehr, Schützengraben, Giftgas) und seinen Millionen Gefallenen ließ die überkommenen Vorstellungen vom heldenhaften Krieger als Vaterlandsverteidiger weniger plausibel erscheinen. Um sie dennoch wachzuhalten, wurden im Deutschen Reich verschiedene Anstrengungen unternommen: Der Nationalökonom Werner Sombart (1863–1941) deutete in seinen Patriotischen Besinnungen von 1915 den Krieg als eine Auseinandersetzung zwischen Händlern und Helden, also zwischen der Seemacht Großbritannien und dem heldischen, nämlich militaristischen Deutschland:

„Deutschland ist der letzte Damm gegen die Schlammflut des Kommerzialismus, der sich über alle anderen Völker entweder schon ergossen hat oder unaufhaltsam zu ergießen im Begriffe ist, weil keines von ihnen gegen die andringende Gefahr gepanzert ist durch die heldische Weltanschauung, die allein, wie wir gesehen haben, Rettung und Schutz verheißt. Möchten Euch, meine lieben, jungen Freunde, denen ich diese Blätter widme, meine Worte zu Herzen dringen und in Euch den Geist stärken, der uns zum Siege führen wird: den deutschen Heldengeist!“

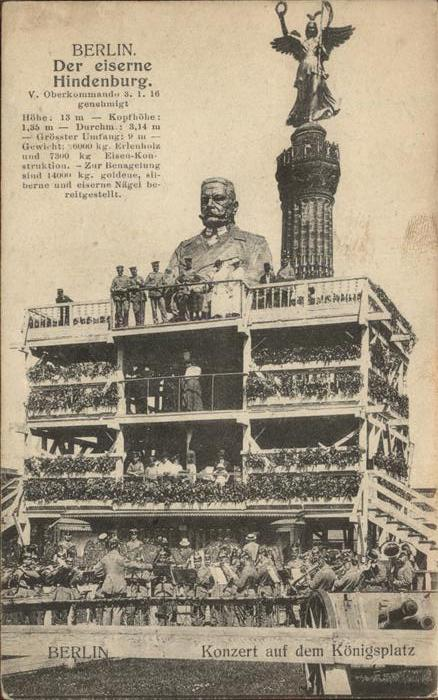
Der eiserne Hindenburg

Dabei sah Sombart das Heldische gegenüber dem Kommerziellen aber bereits im Niedergang. Während des Krieges und auch noch in der Weimarer Republik wurde ein besonderer Personenkult um Paul von Hindenburg, den Sieger von Tannenberg getrieben. Auf dem Königsplatz in Berlin stand während des Weltkriegs eine über zwölf Meter hohe Figur Hindenburgs, in die gegen eine Spende Nägel geschlagen werden konnten, der „Eiserne Hindenburg“.

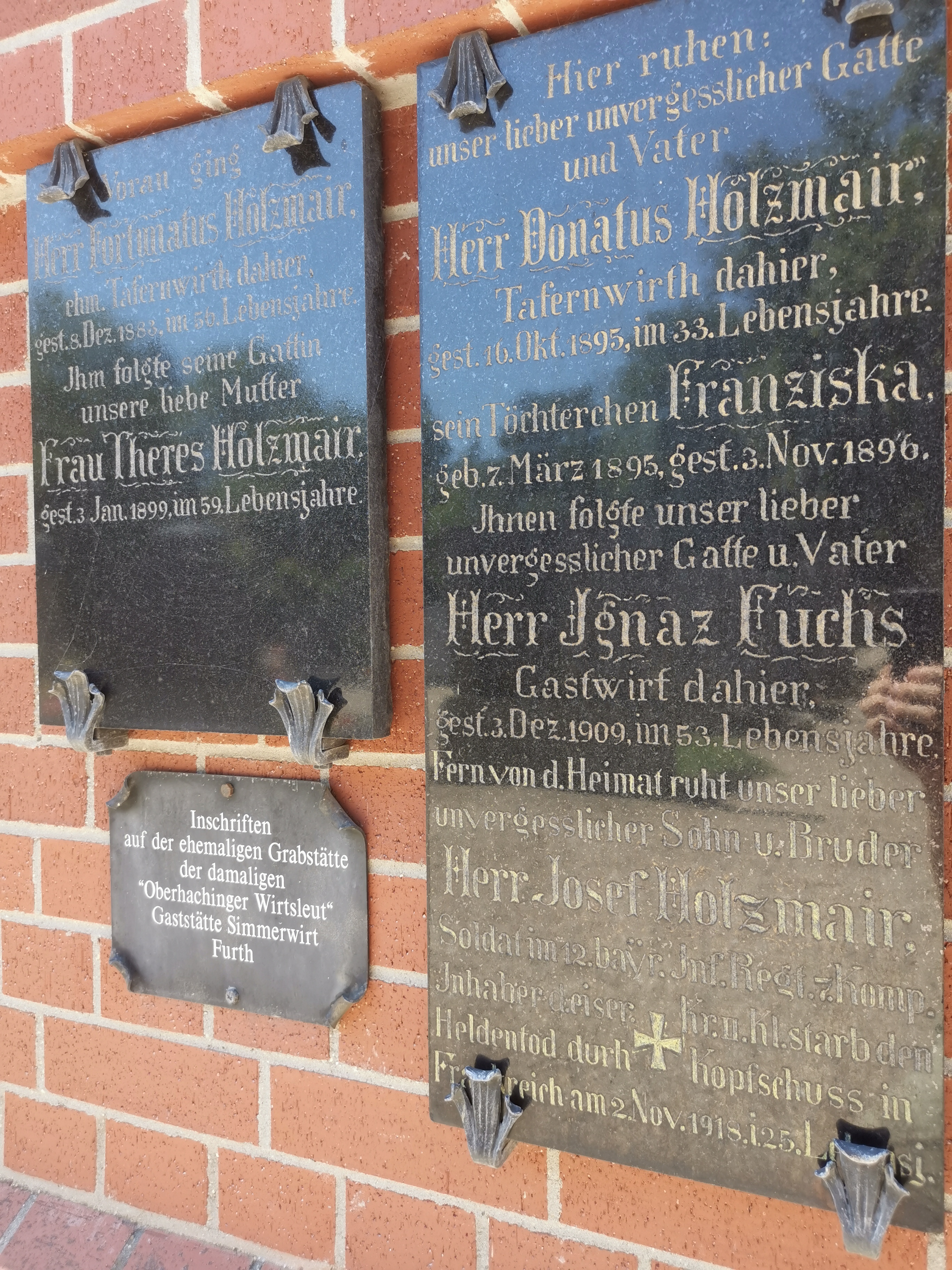
Häufig auf erhaltenen Einzelgedenken für Gefallene des Ersten Weltkrieges zu findender Begriff vom "Heldentod"

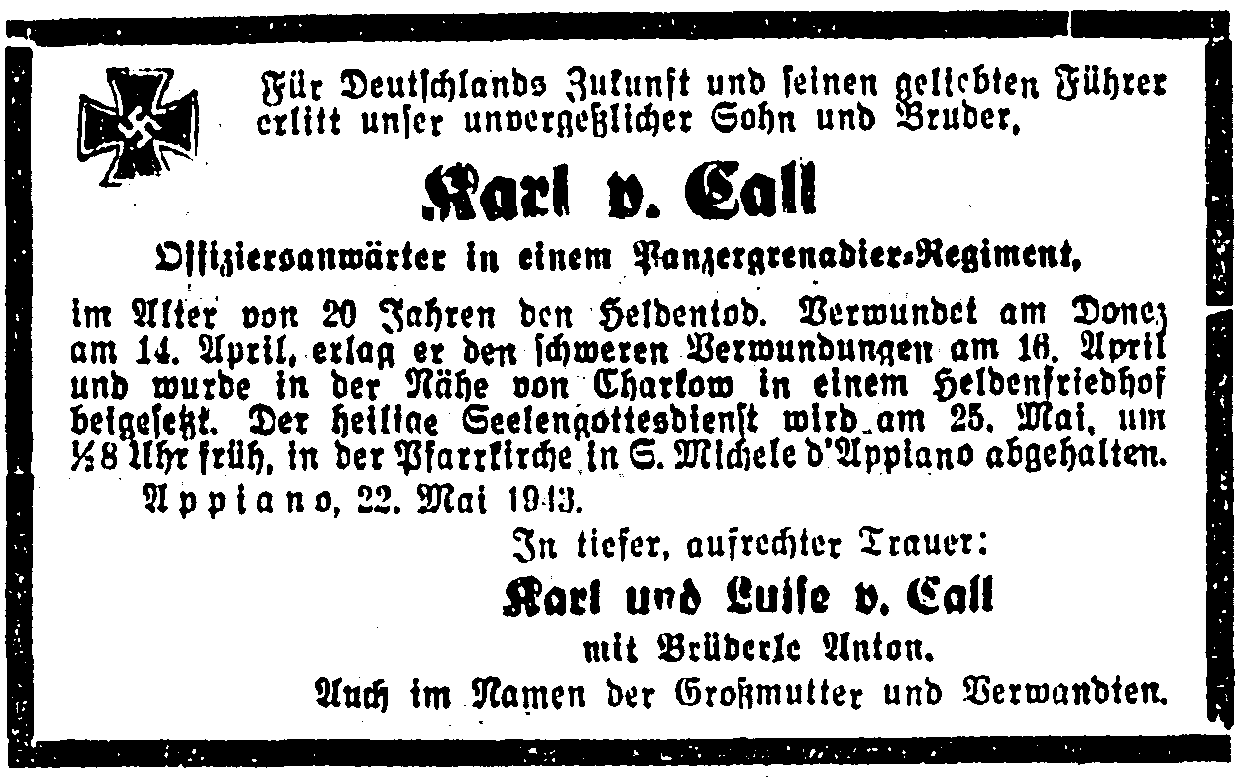
„Heldentod für Deutschlands Zukunft und seinen geliebten Führer“, Mai 1943: Todesanzeige im Südtiroler Tagblatt Dolimten

Die inflationäre Verwendung des Heldenbegriffs führte aber auch zu Widerspruch: Kurt Tucholsky konstatierte 1926, mit keinem anderen Begriff sei seit Ausbruch des Ersten Weltkriegs so viel „Unfug getrieben“ worden. Die Oberste Heeresleitung, die kaiserliche Familie, die Generale seien im Krieg durchaus keine Helden gewesen, sondern bloß „Verwaltungsbeamte“.

„Und wenn einer kommt und euch vom Heldentum eines Hindenburg, eines Ludendorff, eines desertierenden Kronprinzen etwas erzählen will, dann tut mit diesen Helden und Heldenverehrern das, was ihnen gebührt. Lacht sie aus.“

In der Zeit des Nationalsozialismus spielte Begriffe aus dem Wortfeld Held eine zentrale Rolle. Als heldisch wurde der „erblich-gesunde nordische Mensch“ imaginiert, der im Gegensatz zum Judentum stehe. Im Lehr- und Lesebuch des Reichsarbeitsdienstes Bausteine zum Dritten Reich hieß es 1934:

„Heldentum duldete kein Händlertum. Denn der heldische Mensch kämpft, aber schachert nicht. Darum ist er der Sieger, weil er im Kampf seiner Art treu bleibt, die die stärkste ist.“

Die Siegermächte des Ersten Weltkriegs dagegen wandten sich angesichts des entsetzlichen Blutzolls, der ihnen abverlangt worden war, vom Ideal heroischer Opferbereitschaft ab und wurden zu postheroischen Gesellschaften. Hier sieht Herfried Münkler eine Ursache für ihre Appeasement-Politik, für den überstürzten Rückzug der britischen Truppen vom Kontinent und die rasche Kapitulation Frankreichs am 22. Juni 1940. Nach seiner katastrophalen Niederlage Zweiten Weltkrieg setzte sich diese postheroische Disposition auch in (West-)Deutschland durch, und zwar deutlich ausgeprägter als in anderen europäischen Gesellschaften. Aus für das Heldische begeisterten Kindern (Hitlerjugend, Wehrerziehung) war die „skeptische Generation“ der Nachkriegszeit geworden. Als Helden geehrt wurden aber Verfolgte des NS-Regimes und Widerstandskämpfer: Der Berliner Innensenator Joachim Lipschitz etwa startete am 0. November 1958 die Initiative „Unbesungene Helden“, mit der Berliner geehrt wurden, die Verfolgten geholfen hatten. Nach Lipschitz‘ Tod schlief die Initiative wieder ein. Die Widerstandskämpfer um Claus Schenk Graf von Stauffenberg, die am 20. Juli 1944 versucht hatten, Hitler zu töten, wurden in der zweiten Hälfte der 1940er Jahre noch als Vaterlandsverräter diffamiert, doch setzte sich im Laufe der 1950er Jahre eine heroisierende Sicht durch. Seit 1953 erinnert im Innenhof des Bendlerblocks eine Skulptur von Richard Scheibe an ihren versuchten Staatsstreich. Bei Gedenkveranstaltungen wird ihrer in öffentlichen Reden regelmäßig gedacht.
Die 68er-Bewegung trat entschieden antimilitaristisch auf, verurteilte den Vietnamkrieg und speziell die dort begangenen Kriegsverbrechen. Gleichzeitig entwickelte sie einen eigenen Heroenkult und verehrte Mao Zedong, Hồ Chí Minh und Che Guevara.
In den Staaten des Warschauer Paktes wurde der Begriff Held oft verwendet. So galten die Gefallenen des Großen Vaterländischen Krieges in der Sowjetunion als Helden. Werktätige, die betriebliche Soll-Produktionswerte deutlich übererfüllt hatten, wurden mit dem Orden Held der Arbeit ausgezeichnet und als Vorbilder dargestellt. Verdienstvolle Staatsangehörige konnten als Held der Sowjetunion oder Held der DDR ausgezeichnet werden. Eine große Rolle spielte auch das antifaschistische Gedenken an den Widerstand gegen den Nationalsozialismus, wobei aber nur der kommunistischen Widerstandskämpfer gedacht wurde, namentlich Ernst Thälmanns.

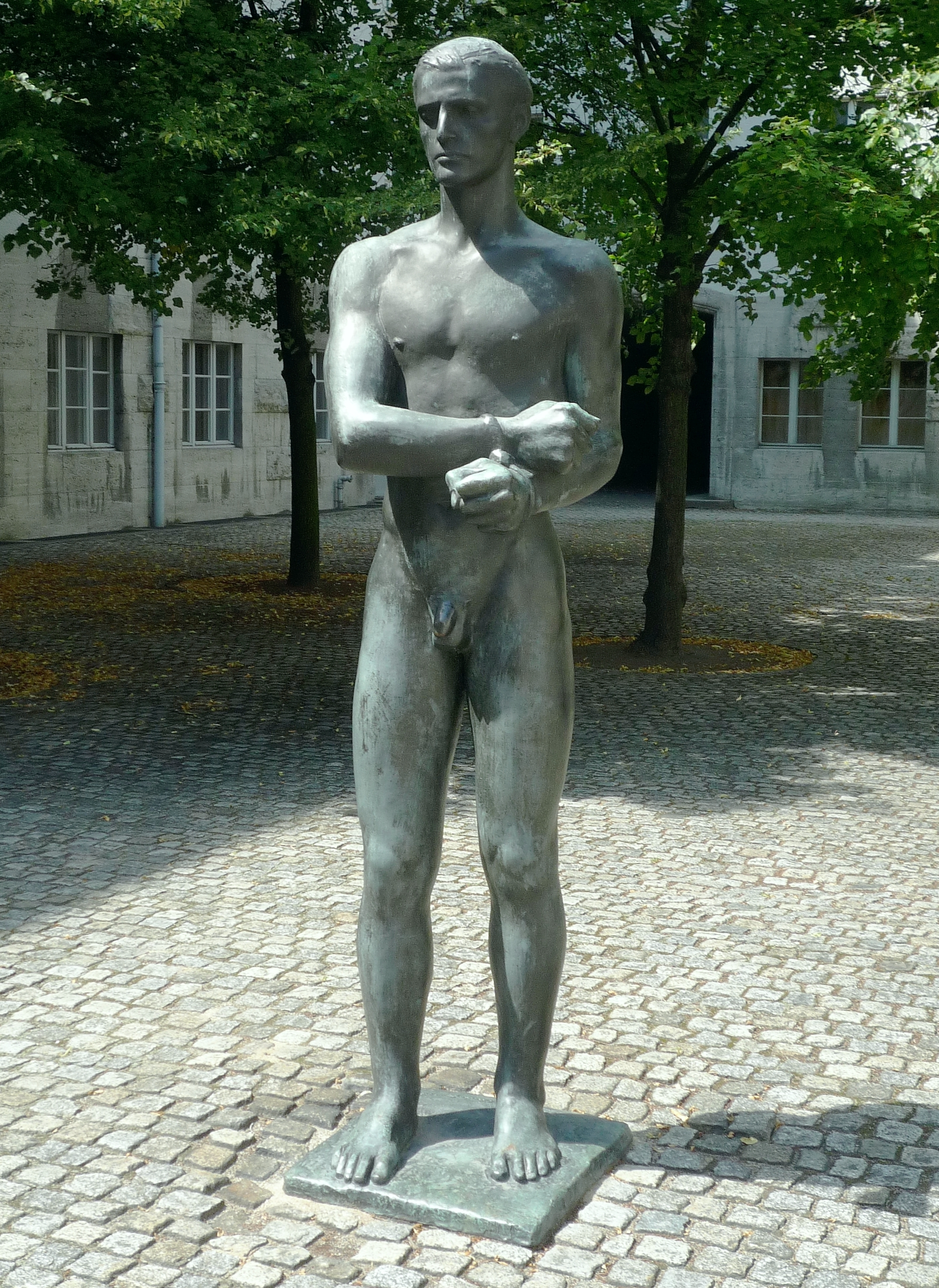
Statue im Innenhof des Bendlerblocks (Gedenkstätte Deutscher Widerstand) in Berlin
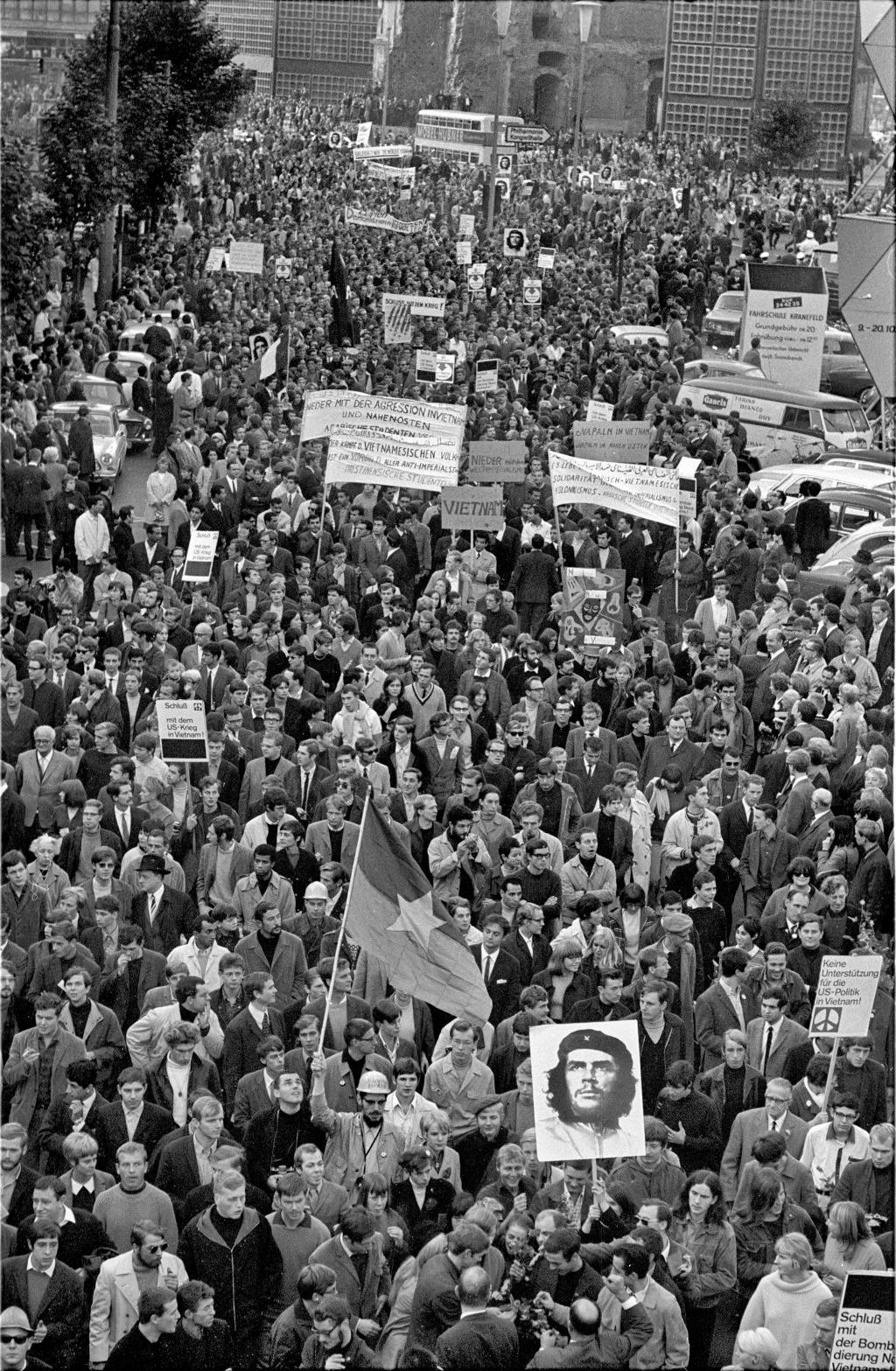
Demonstration auf dem West-Berliner Breitscheidplatz, 1968. Im Vordergrund ein Plakat mit dem Bild Che Guevaras
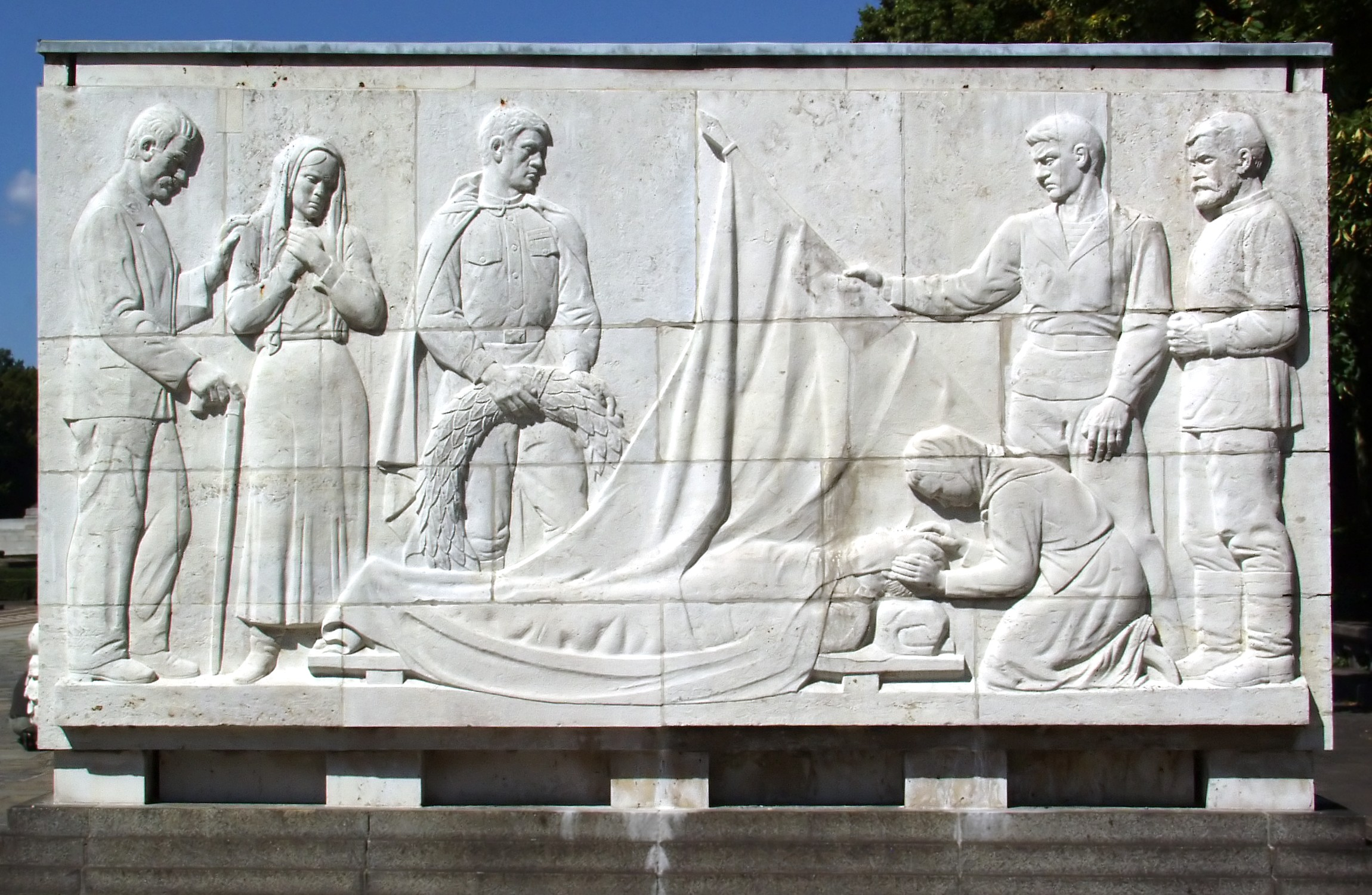
Sarkophag mit dem Motiv „Heldentod“, Teil des Sowjetischen Ehrenmals im Treptower Park, Berlin

### Postheroische Zeiten
Nach dem Heldenkult von Nationalsozialismus und Realsozialismus steht politischer Heroismus in demokratischen Gesellschaften zumeist unter Verdacht. Die Figur des Helden wurde entpolitisiert und wanderte in die Unterhaltungskultur ab, etwa in Comics und Filme über Superhelden, in die Popmusik, wo Künstler zum Teil rückhaltlos idolisiert werden, oder in den Sport, wo Allmachtsphantasien und Männerbilder an der beeindruckenden Körperkraft und Vitalität der Akteure andocken können. Aus der Ablehnung von Heldentum, nationalem Opfermut, der Entwicklung von „Autorität durch Autorenschaft“ (Bazon Brock) ist eine Krise des Heroischen erwachsen. Seit den 1990er Jahren verwendet der Soziologe Dirk Baecker den Begriff des „Postheroischen“. Der Begriff der „postheroischen Dichtung“ war bereits in den 1950er Jahren von Maurice Bowra verwendet worden.
Der Politologe Herfried Münkler beschreibt seit 2007 die westlichen Gesellschaften als postheroisch: Sie würden die heroischen Dispositionen ihrer Vergangenheit rückblickend pathologisieren und zufrieden mit dem erreichten gesellschaftlichen Lernprozess sein. Neue Aufgaben, die einer erneuten gesamtgesellschaftlichen Anstrengung und individueller Opferbereitschaft bedürften, würden nicht mehr wahrgenommen; allenfalls gelte es, an bestimmten „Stellschrauben“ zu drehen, um eine Feinjustierung des bereits Erreichten vorzunehmen. Dies sei durchaus problematisch, da manche Gesellschaften an der Peripherie der globalen Wohlstandszone gleichzeitig erst in eine heroische Phase einträten und sich aggressiv nach außen richteten, namentlich durch Terrorismus. Dies führe in den postheroischen Gesellschaft des Westens zu einem Gefühl der Wehrlosigkeit und der, wie Münkler meint, irrigen Ansicht, man könne sich von dieser Form der Gewalt mit Entwicklungshilfe freikaufen. Tatsächlich stelle der der Terrorismus der „zum Selbstopfer bereiten Todesvirtuosen“ die „größte Herausforderung postheroischer Gesellschaften“ dar. Nach dem Anschlag auf Charlie Hebdo am 7. Januar 2015 konkretisierte Münkler, der Terror zwinge „uns die Wiederaufnahme von Elementen des Heroischen auf“: „[O]hne Rückgriff auf einen Restbestand des Heroischen“ sei die postheroische Gesellschaft „nicht überlebensfähig“.
Der Soziologe Ulrich Bröckling verweist darauf, dass der Topos eines „postheroischen Zeitalters“ durchaus nicht bedeute, dass es keine heroischen Orientierungen mehr gäbe, „sondern ihr Problematisch- und Reflexivwerden“.
Die heute verbreitete kritische Sicht auf Heldentum im hergebrachten Sinn zeigt sich in der Figur des Alltagshelden, der sich ganz unmilitärisch für andere einsetzt, auch wenn er seine Gesundheit dabei gefährdet. Beispiele hierfür sind etwa Feuerwehrleute, Flüchtlingshelfer oder Krankenpfleger. Nach Ende der COVID-19-Pandemie wurde in zahlreichen Plakaten und Anzeigenkampagnen den Alltagshelden auf den Feuerwachen, in den Krankenhäusern und bei den Paketdiensten gedankt. Der Philosoph Dieter Thomä sieht darin „eine seltsame Mischung aus Gleichgültigkeit und Großzügigkeit“, da von den Betroffenen anscheinend erwartet werde, dass sie sich nach dem Lob weiter „klaglos aufreiben“.
Da Alltagshelden nicht aus der Menge herausragen, ist der Begriff strenggenommen ein Oxymoron: Heldentum wird ja verstanden als außeralltägliches Verhalten. Eine frühe Epitomisierung des Alltagshelden leistete der Dichter Gottfried August Bürger (1747–1794) mit seiner Ballade Das Lied vom braven Manne (1776), in dem er erzählt, wie „der brave Mann“ bei Sturm eine Familie in drei Fahrten ans rettende Ufer transportiert, von dem sie durch das Hochwasser abgeschnitten waren. Er ist ein einfacher Bauer, der ebenfalls anwesende Graf traute sich nicht.

## Wissenschaft

### Vergleichende Mythenforschung

Die Heldenreise. Das Diagramm basiert auf Joseph Campbells und insbesondere auf Christopher Voglers Ausarbeitungen.

Der amerikanische Literaturwissenschaftler Joseph Campbell (1904–1987) stellte in seinem Buch Der Heros in tausend Gestalten 1949 die These auf, dass die Heldenerzählungen aus allen Zeiten und Kulturen eine gemeinsame Struktur aufwiesen, die er „Monomythos“ oder „Heldenreise“ nannte. Als deren Elemente identifizierte er einen Helden, der sich auf eine Quest begibt, eine Suche oder Mission, die ihn vor verschiedene Herausforderungen stellt. Diese überwindet der Held, verändert sich dadurch gleichzeitig und kehrt schließlich mit neu gefundenem Wissen oder Fertigkeiten nach Hause zurück, um sich in den Dienst anderer zu stellen. Campbell identifizierte verschiedene archetypische Charaktere, die in den Mythen der Welt immer wieder anzutreffen seien: neben dem Helden den Mentor, den Wächter an der Schwelle, den Schatten und die weise alte Frau bzw. den weisen alten Mann und andere mehr. Diese Figuren würden oft universelle menschliche Eigenschaften, Sehnsüchte und Herausforderungen, weshalb das Konzept Heldenreise in individualisierter Form auch in der Psychotherapie eingesetzt wird.
Das Konzept wurde verschiedentlich aufgegriffen und weiterentwickelt, um u. a. als Hilfe beim Schreiben eines Drehbuchs zu dienen. Von Kritikern wird eingewandt, Campbells Konzept pauschalisiere zu stark und erfasse nicht die reiche Vielfalt der mythologischen Erzählungen, die sich weltweit finden. Von feministischer Seite wird eingewandt, dass Campbells Schema stets männliche Helden in den Mittelpunkt stelle und weiblichen Figuren allenfalls Nebenrollen zuweise. Dadurch perpetuiere es Geschlechterstereotype. Auch gebe es in vielen Kulturen frauenzentrierte Erzählungen, die nicht unbedingt ins Schema Heldenreise passen. Sie würden bei seiner Anwendung übersehen oder heruntergespielt.

### Sportwissenschaft
Es ist eine außerordentliche sportliche Leistung erforderlich, um zum Helden im Sport zu werden, aber erst durch geschicktes Management kann ein Sportler durch dauerhaft konstante Leistungen zur Marke werden. Swantje Scharenberg hat in ihrer Analyse der Helden im Sport in der Weimarer Zeit gezeigt, welche außergewöhnlichen Leistungen Heldenpotenzial für die jeweilige Zeit hätten. Sie spricht hierbei aber von Helden im Sport und nicht von Sporthelden. Für Garry Whannel muss jedoch aus anglo-amerikanischer Perspektive der Medien-Sportstar und -Held immer ein Mann sein, da in der Gegenwart, in der körperliche Dominanz beruflich nicht mehr erforderlich ist, nur so die männliche Hegemonie gewahrt sei. Sie alle bestätigen, dass es Zeiten gibt, in denen Helden mehr gesellschaftlich erwünscht sind als in anderen (Ende des Heldentums?). In kaum einem gesellschaftlichen Bereich ist der Fall vom Helden zum Anti-Helden jedoch so tief und schnell wie im Sport, da die Sportler/-innen stärker als z. B. Politiker zum Jugendidol hochstilisiert werden (Lance Armstrong, Oscar Pistorius, Jan Ullrich usw.).

### Kunstwissenschaft
Der Soziologe Ulrich Bröckling interpretiert auf prominente Helden der Kunstgeschichte: Was Kunstschaffende und Helden, Kunstwerke und Heldentaten miteinander verbindet, so Bröckling, ist, dass sie etwas sinnlich erfahrbar machen, das zugleich über sie hinausweist.
Der Begriff des Heroentum wird auch in den Arbeiten zahlreicher Kunstschaffender seit den 2000er Jahren thematisiert. Georg Baselitz’ Werkgruppen „Helden“ und „Neue Typen“ gelten weltweit als Schlüsselwerke der deutschen Kunst der 1960er-Jahre. KAWS ist dafür bekannt, ikonische Zeichentrickfiguren zu subvertieren und zeigt damit sein Interesse am universellen kulturellen Wert dieser Figuren. Thomas Liu Le Lanns Stoffskulpturen stellen „zarte Helden“ dar: Inspiriert vom japanischen Roboter Astro Boy, bevorzugen sie Sanftheit und Passivität. Als weiche, anschmiegsame Wesen hinterfragen sie traditionelle Vorstellungen von männlicher Stärke und Handlungsfähigkeit. In ihren Videos erschafft Lu Yang virtuelle Parallelwelten, bevölkert von Göttern, Dämonen, Helden, Kriegern und Cyborgs, inspiriert von Universen aus der Welt der Videospiele, Mangas und östlichen Religionen.